# أفلام هيدا جابلر
هيدا جابلر هي مسرحية كتبها الكاتب المسرحي النرويجي هنريك إبسن. نُشرت عام 1890، كانت المسرحية موضوع العديد من الإصدارات السينمائية والتلفزيونية، وإليكم قائمة بالإنتاجات:
- هيدا جابلر (1917)، فيلم صامت، الولايات المتحدة.[1][2]
- هيدا جابلر (1920)، فيلم صامت، إيطاليا.[3][4]
- هيدا جابلر (1925)، فيلم صامت، ألمانيا، بطولة آستا نيلسن.[5][6]
- تم تقديم إنتاج حي لـهيدا جابلر، تصوير لمدة ساعة واحدة، على شاشة التلفزيون عام 1954 في The United States Steel Hour.
- هيدا جابلر (1957)، المملكة المتحدة، مسرحية متلفزة.[7]
- هيدا جابلر (فيلم 1961)، يوغوسلافيا.
- هيدا جابلر (إنتاج تلفزيوني عام 1961)، أستراليا.[8]
- هيدا جابلر (فيلم تلفزيوني عام 1963)، ألمانيا، بطولة روث لويرك.[9]
- هيدا جابلر (فيلم عام 1963)، فيلم تلفزيوني أمريكي، بطولة إنغريد برغمان.[8][10]
- هيدا جابلر (1963)، إنتاج تلفزيوني في المملكة المتحدة، بي بي سي.
- هيدا جابلر (1972)، فيلم تلفزيوني من المملكة المتحدة.[8]
- هيدا جابلر (فيلم 1975)، النرويج.
- هيدا (1975)، المملكة المتحدة، فيلم من بطولة جليندا جاكسون.[8][11]
- هيدا جابلر (فيلم 1978)، بلجيكا.[12]
- هيدا جابلر (فيلم 1979)، إيطاليا.[13]
- هيدا جابلر (إنتاج تلفزيوني عام 1980)، بطولة ديانا ريج.[8]
- هيدا جابلر (فيلم 1981)، المملكة المتحدة.
- هيدا جابلر (فيلم 1984)، بلجيكا.
- هيدا جابلر (فيلم 1993)، السويد.
- هيدا جابلر (1993)، بث تلفزيوني من إنتاج مسرحي وطني ، بطولة فيونا شو.[14][15]
- هيدا جابلر (فيلم 2004)، الولايات المتحدة.[8]
- هيدا جابلر (فيلم 2014)، بطولة ريتا راماني.[16]